# Nikola Gjorgiev
Nikola Gjorgiev (mazedonisch Никола Ѓорѓиев; * 23. Juli 1988 in Strumica) ist ein nordmazedonischer Volleyballspieler.

## Karriere
Gjorgiev kam durch seinen Vater, der Präsident seines Heimatvereins war, zum Volleyball. Er begann seine Karriere bei OK Strumica. 2008 ging er zu OK Radnički Kragujevac und wurde mit dem Verein serbischer Meister. In der folgenden Saison spielte der Diagonalangreifer in Italien bei Volley Forlì. Danach wechselte er nach Ankara zu Maliye Milli Piyango SK. In der Saison 2014/15 war er bei Paris Volley aktiv und wurde MVP und bester Scorer der französischen Liga. Von 2015 bis 2017 spielte Gjorgiev in der japanischen Liga für Toray Arrows und anschließend ein Jahr in Polen bei AZS Politechnika Warszawa. Danach kehrte er nach Japan zurück und spielte bei Osaka Blazers Sakai. 2019 wurde er vom deutschen Bundesligisten VfB Friedrichshafen verpflichtet. 2020 wechselte er in die Türkei zu İnegöl Belediyespor.